# Touch and Go (ER)
Touch and Go is de elfde aflevering van het tiende seizoen van de televisieserie ER, die voor het eerst werd uitgezonden op 8 januari 2004.

## Verhaal
Dr. Carter is terug in Chicago en zoekt zijn collega's op de SEH, met voor iedereen een souvenir uit Congo. De grootste verrassing is toch zijn vriendin Kem, en helemaal als zij horen dat zij zwanger is. Het enige vervelend moment is als hij Lockhart tegenkomt en haar moet vertellen dat Kem zwanger van hem is.
Dr. Pratt heeft een patiënt die een botziekte in zijn nek heeft, dit zorgt ervoor dat zijn nek snel kan breken. Als de patiënt een intubatie nodig heeft breekt dr. Pratt per ongeluk zijn nek bij de uitvoering. 
Taggart krijgt een telefoontje en hoort dat haar zoon Alex op school zichzelf aan het hechten was. Zij maakt zich zorgen over haar zoon en vraagt op haar werk of de ziektekostenverzekering familietherapie vergoedt voor haar en Alex.
Nadat er valium vermist wordt op de SEH mogen de verpleegsters niet naar huis voordat het vermiste valium weer gevonden wordt. Het valium wordt dan eindelijk gevonden, in de jas van dr. Weaver.
Dr. Gallant is ontstemd als hij ontdekt dat zijn tweelingzus Valerie een seksuele relatie heeft met dr. Pratt. 
Dr. Kovac heeft aangegeven aan dr. Weaver dat hij binnenkort weer teruggaat naar Congo, hij trekt deze beslissing echter nu weer in. Dit omdat hij een toekomst ziet tussen hem en Taggart.

## Rolverdeling

### Hoofdrollen
- Noah Wyle - Dr. John Carter
- Mekhi Phifer - Dr. Gregory Pratt
- Alex Kingston - Dr. Elizabeth Corday
- Goran Višnjić - Dr. Luka Kovac
- Sharif Atkins - Dr. Michael Gallant
- Joy Bryant - Valerie Gallant
- Laura Innes - Dr. Kerry Weaver
- Scott Grimes - Dr. Archie Morris
- K.T. Thangavelu - Dr. Subramanian
- Linda Cardellini - verpleegster Samantha 'Sam' Taggart
- Oliver Davis - Alex Taggart
- Laura Cerón - verpleegster Chuny Marquez
- Deezer D - verpleger Malik McGrath
- Yvette Freeman - verpleegster Haleh Adams
- Pamela Sinha - verpleegster Amira
- Montae Russell - ambulancemedewerker Dwight Zadro
- Lyn Alicia Henderson - ambulancemedewerker Pamela Olbes
- Demetrius Navarro - ambulancemedewerker Morales
- Michelle Bonilla - ambulancemedewerker hristine Harms
- Brian Lester - ambulancemedewerker Brian Dumar
- Emily Wagner - ambulancemedewerker Doris Pickman
- Parminder Nagra - Neela Rasgrota
- Maura Tierney - Abby Lockhart
- Troy Evans - Frank Martin
- Thandie Newton - Makemba 'Kem' Likasu
- Rossif Sutherland - Lester Kertzenstein

### Gastrollen (selectie)
- Julie Ariola - Emily
- Skip O'Brien - Larry Brody
- Matt Stadelmann - Martin Brody
- Kyle Alcazar - David
- Lulu Antariksa - Anna
- Luis Cortés - Refugio
- Liza Del Mundo - Severa
- Andres Delgado - Zeke